# Transelectrica
Transelectrica — румынская электроэнергетическая публичная компания, занимающаяся производством и распределением электроэнергии. Имеет собственный листинг акций на Бухарестской фондовой бирже. Основана в 2000 году. Владельцы акций компании — Министерство экономики, торговли и деловой среды Румынии (58,69%), Румынский Фонд имущества (13,5%) и Бухарестская фондовая биржа и иные инвесторы (27,81%). Включает в себя восемь территориальных филиалов и ещё один отдел — оператор учёта электроэнергии, продаваемой на рынке. Дочерние предприятия занимаются различными административными вопросами.

## Филиалы
- ST Bucharest: город Бухарест, жудецы Бузэу, Кэлэраши, Дымбовица, Джурджу, Яломица, Илфов, Прахова, Телеорман. 1240 км линий электропередач.
- ST Constanţa: жудецы Констанца, Тулча, Галац, Брэила, часть жудецов Яломица и Вранча. 900 км линий электропередач.
- ST Piteşti: жудецы Арджеш, Олт и Вылча. 1200 км линий электропередач.
- ST Craiova: жудецы Долж, Горж и Мехединци. 1528 км линий электропередач.
- ST Timişoara: жудецы Тимиш, Арад, Караш-Северин и Хунедоара. 1100 км линий электропередач.
- ST Sibiu: жудецы Алба, Сибиу, Муреш, Харгита, Ковасна и Брашов. 987 км линий электропередач.
- ST Bacău: жудецы Сучава, Яссы, Нямц, Васлуй, Бакэу, Вранча и Ботошани. 1051 км линий электропередач.
- ST Cluj: жудецы Клуж, Бихор, Марамуреш, Сату-Маре и Сэлаж. 952 км линий электропередач.

Transelectrica — первая публичная компания, владельцем которой является государство, имеющая листинг акций на Бухарестской фондовой бирже в рамках программы «Мощный рынок», запущенной Правительством Румынии в поддержку публичных компаний на рынке капитала. Капитализация компании составляет примерно 1,1 млрд. евро.

## Дочерние предприятия
- OPCOM (Operatorul Pietei de Energie Electrica) — утверждён согласно распоряжению № 627/2000 как дочернее предприятие Transelectrica. Обеспечивает основу для заключения коммерческих соглашений по поставкам электроэнергии.
- SMART — компания по обслуживанию сетей передачи электроэнергии. Образована путём реорганизации Transelectrica в соответствии с распоряжением № 710/2001 как полностью принадлежащей отрасли. Занимается проведением ревизий, ремонтом первичного и вторичного оборудования из сети передачи, проведением профилактических измерений, устранением неполадок на электроустановках, оказанием услуг и микро-производством электрооборудования.
- Formenerg — организация учебных мероприятий для сотрудников энергетического сектора. Компания образована 1 апреля 2002 года как дочернее предприятие Transelectrica.
- Teletrans — компания образована в январе 2003 года, занимается оказанием информационных и коммуникационных услуг, необходимых для управления электрическими сетями.
- Icemenerg (Institutul de Cercetări și Modernizări Energetice) — согласно распоряжению № 1065/2003, связанным с реорганизацией Transelectrica и Icemenrg путём слияния обеих компаний, была одобрена реорганизация Icemenerg в качестве дочернего предприятия Transelectrica. Оказывает услуги в сфере обслуживания тепловых электростанций, электрических подстанций и сетей. Реорганизован в сентябре 2010 года в координации с Министерством экономики Румынии[4][5].
- Icemenrg Service — в 2004 году после решения правительства о реорганизации Национальной электроэнергетической компании «Transelectrica» и «Icemenerg Service» последнее стало дочерним предприятием Transelectrica.

## Показатели
- Численность работников составляла 2150 человек в 2006 году[6] и 2197 человек в 2011 году.
- Капитализация составляла около 613 млн. евро по состоянию на ноябрь 2007 года[7][8][8][9]. Объём капитализации в 2011 году составлял 2,46 млрд. румынских леев, что эквивалентно примерно 0,56 млрд. евро[2]. Руководство компании предложило акционерам распределить дивиденды в сумме 80,6 млн. леев (18,4 млн. евро), что в девять раз превышало прибыль по состоянию на конец 2010 года[10].
- В 2009 году оборот Icemenerg составлял 9,3 млн. леев, чистая прибыль — 1,16 млн. леев[5].

## Скандалы
В июле 2014 года Счётная палата Румынии обнаружила ущерб в размере 132,2 млн. леев, нанесённый имуществу Transelectrica. Большая часть денег — 80,1 млн. леев — это неучтённые долги от исполнения контрактов по энергетическим сделкам, которым не были предоставлены финансовые гарантии.